# Pandrosio

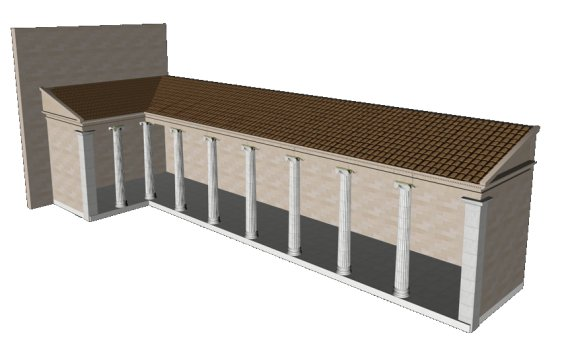
Reconstrucoión del Pandrosio tal y como debía ser en el

El Pandrosio (en griego antiguo: Πανδρόσειον) era un santuario erigido en la Acrópolis de Atenas en honor a Pándroso, hija de Cécrope I. Ocupaba el espacio contiguo al oeste del Erecteón y al norte del Hecatompedón.
Fue mandado construir por Pericles hacia el año 421 a. C.[cita requerida] Estaba formado por un patio rectangular parcialmente rodeado de muros.

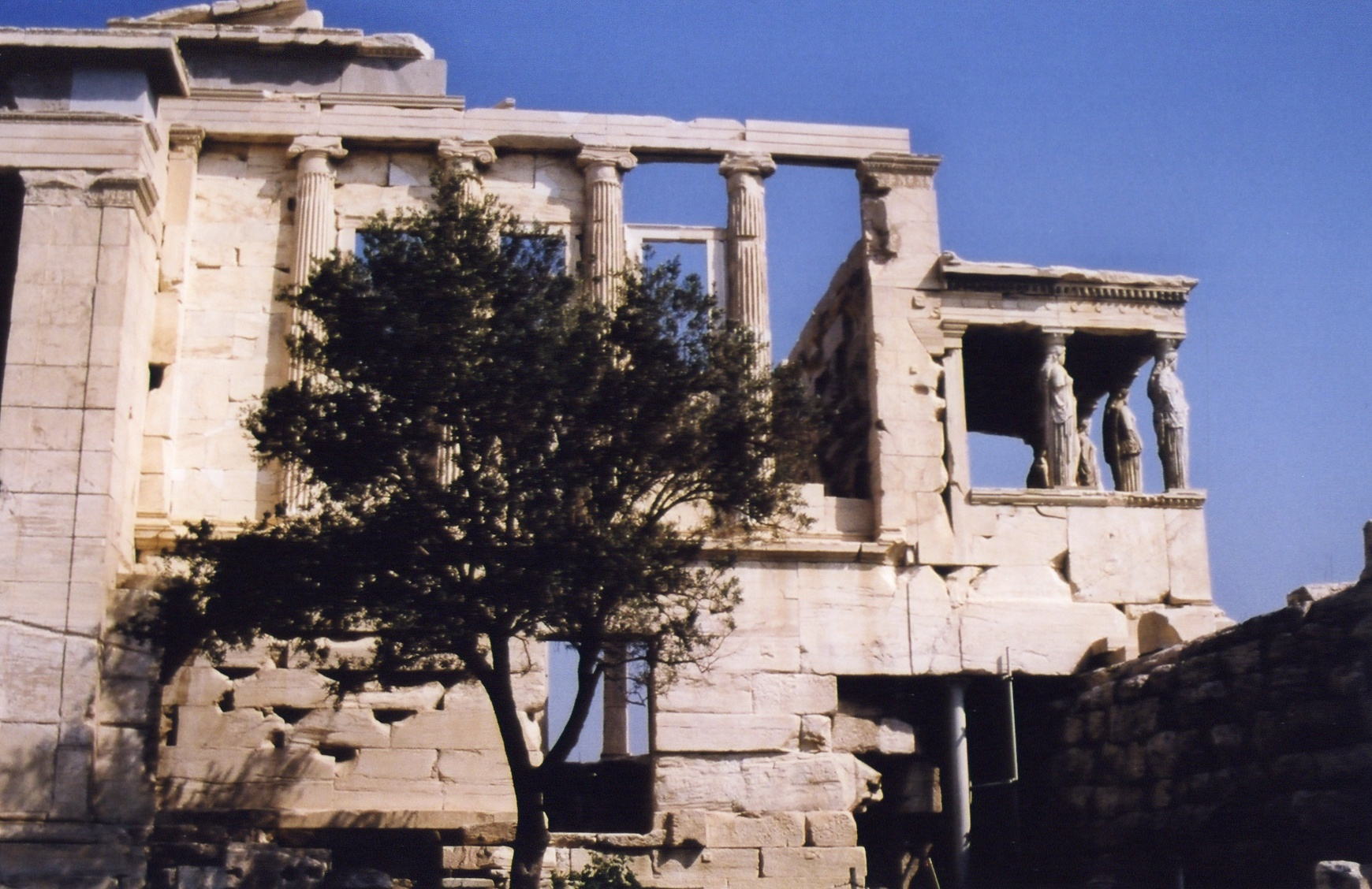
El olivo donde se encontraba el Pandrosio. Al fondo, el Erecteón.

Albergaba una estatua de Zeus Herceo (protector de la tierra) y el mítico olivo ofrecido por Atenea a la ciudad de Atenas después de su victoria sobre Poseidón por el control del Ática. En 1917 se plantó el árbol actual.
El santuario se construyó como parte de la explanada occidental del Erecteión. Estaba dedicado a Pandróso, una de las hijas del primer rey mitológico de la antigua Atenas, Cécrope I, y contenía varios objetos relacionados con la mitología primitiva de Atenas durante el reinado de los primeros reyes. Se trataba de la continuación de un culto posiblemente heredado de la época micénica, que en su origen fue el culto palaciego del palacio real micénico de Atenas, situado originalmente en el mismo emplazamiento.